# یوسفلی (جلیل‌آباد)
یوسفلی (به ترکی آذربایجانی: Yusifli) یک منطقه مسکونی در جمهوری آذربایجان است که در شهرستان جلیل‌آباد واقع شده‌است. یوسفلی ۲۵۶ نفر جمعیت دارد.